# Lesůňky
Lesůňky (starší názvy Lessonicz, Lesunky, Lessunky, Lesunka, Lesůňka) jsou obec v okrese Třebíč v Kraji Vysočina. Žije zde 83 obyvatel.
Obec leží asi sedm kilometrů severovýchodně od Moravských Budějovic na pravém břehu řeky Rokytné, prochází jí silnice z Šebkovic do Jaroměřic.
Sousedními obcemi sídla jsou Šebkovice, Dolní Lažany, Jaroměřice nad Rokytnou a Horní Újezd.

## Geografie
Ze západu na východ přes území obce prochází silnice ze Šebkovic (resp. přilehlé části obce Milatic) do Popovic. Podél severozápadního okraje území obce prochází silnice ze Šebkovic přes samoty u železniční zastávky Šebkovice do Výčap. Z jihu na sever prochází přes území obce železniční trať Znojmo–Okříšky, těsně za severní hranice území obce se nachází zastávka Šebkovice. Ze západu na východ přes území obce prochází cyklostezka Jihlava–Třebíč–Raabs. 
Většina území obce je zemědělsky využívána, zalesněna je jen oblast okolo železniční trati, průmyslově je využívána oblast na jihozápadním okraji zastavěného území obce, na severním okraji zastavěného území obce se nachází v roce 2023 vybudovaná oblast s několika nádržemi.
U Chlístova pramení řeka Rokytná, která protéká podél západní hranice území obce a přes zastavěnou část území obce, jsou na ní od roku 2023 nové nádrže, následně teče západně a po několika desítkách kilometrů se v Ivančicích vlévá do Jihlavy. U západní hranice území obce se do Rokytné vlévá Šebkovický potok a do Šebkovického potoka se těsně u jeho ústí vlévá i potok V Herklích, který tvoří také část západní hranice obce. 
Většina území obce je poměrně rovinatá a nachází se v nadmořské výšce kolem 450 metrů nad mořem, západně od zastavěného území obce se nachází nepojmenovaný vrchol s kótou 445 metrů. 
Zastavěné území obce se nachází na jižním okraji území obce, řeka Rokytná jej dělí na dvě části, kdy severní je novější a menší, na severním břehu Rokytné se také nachází někdejší tvrz Lesůňky a malá rozhledna. U severního okraje území obce se nachází několik domů u silnice.

## Historie
První písemná zmínka o obci pochází z roku 1387 (villam Lessonicz), v jiném zdroji se však uvádí, že první zmínka byla v roce 1324, kdy je uveden Nevhlas z Lesonic. V tu dobu snad existovala vesnice Dolní Lesonice, která měla stát na místě dnešních Lesůněk. Část Dolních Lesonic v roce 1387 prodal Mandlin z Brna Henzlínovi z Bítova, posléze je získal Václav z Rozseče a ten je v roce 1465 prodal Janovi z Pernštejna a jeho synům. Vilém z Pernštejna je roku 1480 prodal Václavovi z Maříže.
Ves vznikla na místě dvora, obsazena byla lidmi z Lesonic. Zrod samotné vesnice však spadá zřejmě až do 16. století. Vesnice patřila dlouhodobě do lesonického panství.
Na přelomu 16. a 17. století ve vsi žilo asi 50 obyvatel, během třicetileté války obec téměř nebyla poškozena, ale krátce po válce bylo několik stavení v obci přesto opuštěno. V roce 1662 byl místní mlýn zabrán vrchností. V první polovině 18. století byl v obci zřízen panský ovčinec s dvorem, dvůr však byl záhy zrušen a jeho polnosti byly pronajaty místním. V roce 1846 pak v obci žilo 183 obyvatel a byla přifařena do Jaroměřic nad Rokytnou.
V roce 1850 byla obec začleněna do okresu Znojmo, mezi roky 1849 a 1867 patřila jako osada pod vesnici Šebkovice. V roce 1896 se stala součástí hejtmanství Moravské Budějovice. V roce 1911 v obci byla založena jednotřídní škola, která působila až do roku 1965, kdy byla zrušena. Roku 1919 byl v obci založen místní odbor Jednoty československých malozemědělců a v roce 1929 byla obec elektrifikována. V roce 1949 byla obec začleněna do okresu Moravské Budějovice a v roce 1960 do okresu Třebíč. V roce 1953 pak bylo v obci založeno JZD, které bylo v roce 1971 sloučeno s JZD Popovice a následně pak v roce 1974 s JZD Šebkovice.

## Obyvatelstvo
| Rok            | 1869 | 1880 | 1890 | 1900 | 1910 | 1921 | 1930 | 1950 | 1961 | 1970 | 1980 | 1991 | 2001 | 2011 | 2021 |
| -------------- | ---- | ---- | ---- | ---- | ---- | ---- | ---- | ---- | ---- | ---- | ---- | ---- | ---- | ---- | ---- |
| Počet obyvatel | 202  | 190  | 172  | 213  | 220  | 208  | 188  | 148  | 157  | 132  | 124  | 103  | 85   | 96   | 77   |
| Počet domů     | 31   | 34   | 38   | 42   | 41   | 42   | 41   | 42   | 39   | 38   | 35   | 40   | 39   | 41   | 40   |

## Obecní správa
Do roku 1849 patřily Lesůňky do lesonického panství, od roku 1850 patřily do okresu Znojmo, pak od roku 1896 do okresu Moravské Budějovice a pak od roku 1960 do okresu Třebíč. Mezi lety 1850 a 1867 patřily Lesůňky pod Mohelno a od 1. ledna 1980 do 23. listopadu 1990 byla obec začleněna pod Jaroměřice nad Rokytnou, následně se obec osamostatnila.

### Obecní symboly
Znak a vlajka byly obci uděleny rozhodnutím předsedy Poslanecké sněmovny Parlamentu České republiky dne 18. března 2003.

## Politika
V letech 2006–2010 působil jako starosta Jan Soukup, od roku 2010 tuto funkci zastává Jana Chrástecká.

### Volby do Poslanecké sněmovny
|       | 2006              | 2010              | 2013              | 2017              | 2021              |
| ----- | ----------------- | ----------------- | ----------------- | ----------------- | ----------------- |
| 1.    | ČSSD (68,85 %)    | ČSSD (46,03 %)    | ČSSD (33,87 %)    | ANO (43,33 %)     | ANO (29,16 %)     |
| 2.    | KSČM (11,47 %)    | KSČM (14,28 %)    | ANO 2011 (25,8 %) | KSČM (15,0 %)     | SPD (22,91 %)     |
| 3.    | ODS (9,83 %)      | TOP 09 (9,52 %)   | KSČM (16,12 %)    | SPD (13,33 %)     | PŘÍSAHA (12,5 %)  |
| účast | 82,43 % (61 z 74) | 84,21 % (63 z 76) | 75,61 % (62 z 82) | 81,08 % (60 z 74) | 73,85 % (48 z 65) |

### Volby do krajského zastupitelstva
|      | 1.              | 2.                       | 3.                     | účast             |
| ---- | --------------- | ------------------------ | ---------------------- | ----------------- |
| 2000 | KSČM (32,5 %)   | 4KOALICE (15 %)          | ODS (12,5 %)           | 57,97 % (40 z 69) |
| 2004 | ČSSD (25,71 %)  | KSČM (25,71 %)           | SNK (17,14 %)          | 48,61 % (35 z 72) |
| 2008 | ČSSD (65,38 %)  | KDU-ČSL (9,61 %)         | ODS (9,61 %)           | 68,42 % (52 z 76) |
| 2012 | ČSSD (46,8 %)   | KSČM (19,14 %)           | TOP 09+STAN (8,51 %)   | 57,32 % (47 z 82) |
| 2016 | ANO 2011 (35 %) | ČSSD (20 %)              | KSČM (17,5 %)          | 54,79 % (40 z 73) |
| 2020 | Piráti (28 %)   | ANO (20 %)               | ČSSD (16 %)            | 38,81 % (26 z 67) |
| 2024 | ANO (44,44 %)   | ODS+TOP 09+STO (22,22 %) | MÁ VLAST ČMS (11,11 %) | 53,62 % (37 z 69) |

### Prezidentské volby
V prvním kole prezidentských voleb v roce 2013 první místo obsadil Miloš Zeman (30 hlasů), druhé místo obsadil Jiří Dienstbier (16 hlasů) a třetí místo obsadil Jan Fischer (11 hlasů). Volební účast byla 86,75 %, tj. 72 ze 83 oprávněných voličů. V druhém kole prezidentských voleb v roce 2013 první místo obsadil Miloš Zeman (59 hlasů) a druhé místo obsadil Karel Schwarzenberg (7 hlasů). Volební účast byla 79,52 %, tj. 66 ze 83 oprávněných voličů.
V prvním kole prezidentských voleb v roce 2018 první místo obsadil Miloš Zeman (38 hlasů), druhé místo obsadil Jiří Drahoš (9 hlasů) a třetí místo obsadil Pavel Fischer (6 hlasů). Volební účast byla 81,08 %, tj. 60 ze 74 oprávněných voličů. V druhém kole prezidentských voleb v roce 2018 první místo obsadil Miloš Zeman (48 hlasů) a druhé místo obsadil Jiří Drahoš (7 hlasů). Volební účast byla 81,69 %, tj. 58 ze 71 oprávněných voličů.
V prvním kole prezidentských voleb v roce 2023 první místo obsadil Andrej Babiš (30 hlasů), druhé místo obsadil Petr Pavel (13 hlasů) a třetí místo obsadila Danuše Nerudová (4 hlasů). Volební účast byla 84,29 %, tj. 59 ze 70 oprávněných voličů. V druhém kole prezidentských voleb v roce 2023 první místo obsadil Andrej Babiš (38 hlasů) a druhé místo obsadil Petr Pavel (23 hlasů). Volební účast byla 84,72 %, tj. 61 ze 72 oprávněných voličů.

## Pamětihodnosti
- Kaple svatého Františka z Assisi
- Tvrz Lesůňky